# Liste der Baudenkmale in Walkendorf
In der Liste der Baudenkmale in Walkendorf sind alle denkmalgeschützten Bauten der Gemeinde Walkendorf (Mecklenburg-Vorpommern) und ihrer Ortsteile aufgelistet (Stand 10. Februar 2021).

## Baudenkmale nach Ortsteilen

### Walkendorf
| ID   | Lage                      | Bezeichnung                                                                             | Beschreibung                                 | Bild           |
| ---- | ------------------------- | --------------------------------------------------------------------------------------- | -------------------------------------------- | -------------- |
| 1159 | Dorfstraße 6 (Karte)      | Wohnhaus (Wossidlomuseum)                                                               |                                              |                |
| 1158 | Dorfstraße 7 (Karte)      | Wohnhaus (ehemalige Ausspanne)                                                          |                                              |                |
| 1157 | Dorfstraße 8 (Karte)      | ehem. Schule                                                                            |                                              |                |
| 1160 | Kastanienallee            | Friedhof mit Toren, Kriegerdenkmal 1914/18 und Gedenkstein für Soldaten der Sowjetarmee |                                              |                |
| 1163 | Kastanienallee (Karte)    | Kirche mit Glockenstuhl                                                                 |                                              | Weitere Bilder |
| 1161 | Kastanienallee 3 (Karte)  | Wohnhaus                                                                                |                                              |                |
| 1162 | Kastanienallee 5 (Karte)  | Pfarrhaus                                                                               |                                              |                |
| 1156 | Kastanienallee 13 (Karte) | Gutshaus                                                                                | Sanierter, 1-gesch. Klinkerbau von nach 1930 |                |

### Basse
| ID   | Lage            | Bezeichnung                                                          | Beschreibung | Bild           |
| ---- | --------------- | -------------------------------------------------------------------- | ------------ | -------------- |
| 0541 | Basse 4         | Schule und Fachwerkscheune                                           |              |                |
| 0542 | Basse 5 (Karte) | Pfarrhaus                                                            |              | Pfarrhaus      |
| 0543 | An der B 110    | Schmiede                                                             |              |                |
| 0544 |                 | Friedhof, Feldstein-Einfriedung, Grabkapelle, Kriegerdenkmal 1914/18 |              |                |
| 0545 | (Karte)         | Kirche                                                               |              | Weitere Bilder |

### Boddin
| ID   | Lage                  | Bezeichnung                                              | Beschreibung | Bild                              |
| ---- | --------------------- | -------------------------------------------------------- | --- | --------------------------------- |
| 0558 | Dorfstraße 3 (Karte)  | Verwaltungsgebäude der ehem. Maschinen-Traktoren-Station | |                                   |
| 0559 | Dorfstraße (Karte)    | Friedhof, drei Tore und Mausoleum                        | | Friedhof, drei Tore und Mausoleum |
| 0560 | Dorfstraße 28 (Karte) | Gutshaus                                                 | 2-gesch., 11-achsiger Putzbau vom 18. Jahrhundert mit Walmdach und Mittelrisalit mit der Aufstockung am Ende des 19. Jh.; Gutsbesitz um 1896 von Ed. Büttner und seit 1925 bis 1945 von Emil Peters; heute saniert mit Gemeindebüro, Café, Kindertagesstätte und Jugendclub.                                                        | Gutshaus                          |
| 0561 | Dorfstraße (Karte)    | Kirche mit Gefallenengedenktafel an der Südseite         | Frühgotischer Bau von 1288 (Weihe) mit eingezogenem Chor aus Feldstein und mit Kreuzrippengewölbe; etwas späterer flachgedecktes, einschiffiges Langhaus aus Backstein; dazwischen ein Triumphbogen; Westturm von 1915 mit geschwungener Haube mit Laterne; Innen: um 1980 entdeckten Malereien vom 14. Jh., Friese-Orgel von 1871. | Weitere Bilder                    |

### Dalwitz
| ID   | Lage                     | Bezeichnung                                                                                              | Beschreibung | Bild           |
| ---- | ------------------------ | --- | ------------ | -------------- |
| 0589 | Dalwitz 43/44/46 (Karte) | Gutsanlage mit Gutshaus, Park, Wallanlage im Park, Wirtschaftsgebäude, Kleintierstall, Kuhstall, Torhaus |              | Weitere Bilder |

### Groß Lunow
| ID   | Lage                  | Bezeichnung | Beschreibung | Bild |
| ---- | --------------------- | ----------- | --- | ---- |
| 0742 | Groß Lunow 22 (Karte) | Gutshaus    | 2-gesch., ruinöser Putzbau von 1884; Gut im Besitz der Familien von Levetzow, von Wackerbarth, von Hobe, von Lowtzow, von Bolte und von Müller; nach 1945 Wohnhaus. |      |

### Klein Lunow
| ID   | Lage                  | Bezeichnung             | Beschreibung | Bild |
| ---- | --------------------- | ----------------------- | --- | ---- |
| 0795 | (Karte)               | Bahnhofsempfangsgebäude | |      |
| 0796 | Klein Lunow 9 (Karte) | Gutshaus                | 1-gesch., 11-achsiger Putzbau von 1895 mit 2-gesch. Zwerchgiebel; Gutsbesitz der Familien Baetke (bis 1864) und Lübbe; heute saniertes Wohnhaus. |      |

### Lühburg
| ID   | Lage                     | Bezeichnung                                                           | Beschreibung | Bild                                                                  |
| ---- | ------------------------ | --------------------------------------------------------------------- | ------------ | --------------------------------------------------------------------- |
| 0824 | Dorfstraße 19 (Karte)    | Wohnhaus                                                              |              |                                                                       |
| 0825 | Dorfstraße 22/23 (Karte) | Wohnhaus                                                              |              |                                                                       |
| 0826 | Dorfstraße 25 (Karte)    | Wohnhaus                                                              |              |                                                                       |
| 827  | Dorfstraße 38 (Karte)    | Schloss Lühburg; Gutsanlage mit Gutshaus, Park mit Wallanlage, Remise |              | Schloss Lühburg; Gutsanlage mit Gutshaus, Park mit Wallanlage, Remise |

### Neu Vorwerk
| ID   | Lage    | Bezeichnung                                      | Beschreibung                                             | Bild                                             |
| ---- | ------- | ------------------------------------------------ | -------------------------------------------------------- | ------------------------------------------------ |
| 0845 | (Karte) | Windmühlenkomplex, bestehend aus zwei Windmühlen | Zwillingswindmühlen als Erd- bzw. Galerieholländermühle. | Windmühlenkomplex, bestehend aus zwei Windmühlen |

### Repnitz
| ID  | Lage                 | Bezeichnung                                              | Beschreibung                                                       | Bild |
| --- | -------------------- | -------------------------------------------------------- | ------------------------------------------------------------------ | ---- |
| 876 | Repnitz 7/10 (Karte) | Gutsanlage mit Gutshaus (Nr. 10), Park und Stall (Nr. 7) | Teilsaniertes, 2-gesch., 7-achs. Putzbau von 1840 mit Krüppelwalm. |      |

### Stechow
| ID   | Lage              | Bezeichnung                     | Beschreibung | Bild |
| ---- | ----------------- | ------------------------------- | ------------ | ---- |
| 0912 | Stechow 6 (Karte) | Bauernhaus                      |              |      |
| 0914 | Stechow 7 (Karte) | Stall mit Bassewitzschem Wappen |              |      |

## Quelle
Denkmalliste des Landkreises Rostock A ‐ Z (Stand: 10. Februar 2021; PDF, 497 KB). 